# Silvina Lacarra
Silvana Lacarra (1962 en Bragado, Buenos Aires, Argentina) es una artista visual argentina que ha participado en distintas obras colectivas, tanto nacionales como internacionales. Sus obras se distinguen por explorar los nexos entre la abstracción y la sensibilidad, haciendo una referencia a las preferencias estéticas de la sociedad.

## Estudios y trayectoria
Estudió dibujo y pintura en el Instituto Saint Josepf, Bragado, Provincia de Buenos Aires y continuó su preparación en  el taller de Alberto Cedrón en La Boca. Fue becaria del programa de artistas jóvenes dirigido por Guillermo Kuitca de 1998 a 1997. En el 2007, formó parte del programa para artistas visuales de Intercampos de Fundación Telefónica. y además, obtuvo la Residencia de artista Vytlacil Campus eb The Art Student League de Nueva York. Desde ese momento, decidió dedicarse de lleno a las artes visuales. 
A lo largo de su carrera ha realizado distintos tipos de artes centrándose  en el arte abstracto, también ha realizado trabajos grupales e individuales tanto a nivel nacional como internacional, tal es el caso de Brasil, Estados Unidos, Chile, Venezuela entre otros, participando en residencias, salones de arte y colecciones privadas como públicas. En el 2006 recibió el primer lugar en el Premio Argentino de Artes Visuales de la Fundación OSDE, así como mención honorífica en el Concurso de Pintura Contemporánea Argentina, un año antes.

## Algunas de sus Muestras
Entre sus muestras individuales se destacan: ff
- Superficie (Birdhouse Gallery, Austin, Texas, 2010).
- Retorno (Dabbah Torrejón, Buenos Aires 2009).
- Dys/Functional (Miami 2008).
- Domus/casa (Fundación Klemm, Buenos Aires 2008).
- Sobremesa (Dabbah Torrejón, Buenos Aires, 2007).
- Cuarto Punto (Fondo Nacional de las Artes, Buenos Aires, 2004).
- Catorce unidades mixtas (Dabbah Torrejón, Buenos Aires, 2002).

Ha participado también de numerosas muestras colectivas, nacionales e internacionales, así como: 
- The constructive élan (Alejandra von Hartz Gallery, Miami 2010).
- Dialogues: chapters of Latin American art in the MOLAA permanent Collection (Museo de Arte Latinoamericano, Los Angeles 2009).
- Los ejes de mi carreta (CCEBA, Buenos Aires, 2007).
- Civilización y Barbarie (MACRO, Rosario, 2006).
- Artamericas 2006 (Alejandra von Harz Gallery, Miami, 2006)
- Itinerancia 2005 (Museo del Canal, Panamá, 2005)
- Itinerancia 2004 (Espacio Cultural Renato Russo, Brasilia, 2004) entre otras.